# سونگنام
شهر سونگنام (به کره‌ای: 성남) (به انگلیسی: Seongnam) با جمعیت  ۹۳۴٫۹۸۴  نفر در استان گیونگ‌گی در کشور کره‌جنوبی واقع شده‌است.